# Тан, Лиан Анн
Лиан Анн Тан (род. 8 сентября 1947) — сингапурский шахматист, международный мастер (1973).
Многократный чемпион Сингапура.
В составе сборной Сингапура участник 4 олимпиад (1968—1972, 1992).

## Изменения рейтинга
| Графики недоступны из-за технических проблем. См. информацию на Фабрикаторе и на mediawiki.org. |